# سفرانين
الصفرانين  أو السفرانين  أو الزَعفَرانين (بالإنجليزية: Safranin أو Safranin O أو basic red 2)‏ هو صبغة حيوية تستخدم في علم الأنسجة وعلم الخلية. حيث يستخدم الصفرانين كصبغة تباين في بعض بروتوكولات الصباغة إذ يصبغ نواة الخلية بلون أحمر. وهو يعتبر صبغة تباين كلاسيكية تستخدم للصبغ في كل من صبغة غرام وفي صبغ الأبواغ الداخلية. وهو يستخدم للكشف عن الغضاريف ، وبروتين الموسين الذي تنتجه خلايا النسيج الطلائي، ويستخدم للكشف عن حبيبات الخلايا الصارية.
بشكل نموذجي الصفرانين يمتلك تركيبا كيميائيا كالموضح في الصورة (لذا يوصف أحيانا بأنه ثنائي ميثيل صفرانين). هناك أيضا ثلاثي ميثيل صفرانين الذي يمتلك مجموعة ميثيل مضافة على الموقع أورثو من الحلقة السفلى. كلا المركبين السابقين يسلكان بشكل أساسي سلوكا مماثلا في تطبيقات الصبغ الحيوي، ومعظم منتجي الصفرانين وأصحاب المصانع والمعامل التي تنتجه لا تميز أو تفرق بين المركبين. تحضير الصفرانين للأغراض التجارية عادة ما يحتوي على خليط ومزيج من المركبين السابقين.
ويستخدم الصفرانين كمشعر أكسدة-اختزال في الكيمياء التحليلية.

## مركبات الصفرانين
مركبات الصفرانين هي مركبات الأزونيوم من 8،2-ثنائي ميثيل-7،3-ثنائي أمينو-فينازين المتناظر.